# 蒙巴鲁佐
蒙巴鲁佐（義大利語：Mombaruzzo），是意大利阿斯蒂省的一个市镇。总面积22.11平方公里，人口1137人，人口密度51.4人/平方公里（2009年）。ISTAT代码为005065。